# Kenton (Delaware)
Kenton – miasto w Stanach Zjednoczonych, w stanie Delaware, w hrabstwie Kent.